# Сисоват Монипонг
Сисоват Монипонг (кхмер. ស៊ីសុវត្ថិ មុនីពង្ស; 25 августа 1912, Пномпень — 31 августа 1956, Париж) — камбоджийский государственный и политический деятель, премьер-министр Камбоджи (1950—1951), посол Камбоджи во Франции (1955—1956). Член королевской семьи, титулованный принц, сын короля Сисоват Монивонга и королевы Нородом Канвиман Норлектеви.

## Биография
Сисоват Монипонг родился 25 августа 1912 года в Пномпене (Камбоджа, Французский Индокитай). Отец — король Сисоват Монивонг, сын короля Сисовата Первого, мать — Нородом Канвиман Норлектеви (1876—1912).
Первое образование ещё в Камбодже, продолжил обучение в городе Грас, Франция. С 1927 года учился в Ницце, где находился под присмотром губернатора Индокитая, Франсуа Мариуса Баудойна. Вернулся в Камбоджу в 1930 году, в течение года служил в буддийском монастыре Ват Ботум Ваддей в Пномпене. Спустя год снова отправился во Францию, где поступил в престижную военную академию Сен-Сир—Коэткидан.
В 1939 году поступил на службу во французские ВВС, в годы Второй мировой войны участвовал в боевых действиях вплоть до июня 1940 года. После смерти своего отца 23 апреля 1941 года был вынужден вернуться на родину. 2 мая 1941 года племянник Монипонга принц Нородом Сианук даровал ему титул «Preah Ang Krom Luong».
С 1941 года принц Монипонг стал принимать активное участие в политической жизни своей страны, занимал должность Поверенного Короля по вопросам здравоохранения, спорта и экономики. С 1946 года — министр народного образования в правительстве своего старшего брата Сисовата Монирета, в 1949 году — генеральный директор королевского дворца. В ноябре того же года представлял Камбоджу на переговорах в Париже, где участвовал в подписании договора о статуса Камбоджи в рамках Французского Союза. В период с 30 мая 1950 по 3 марта 1951 года занимал должность Председателя Совета Министров Королевства Камбоджа.

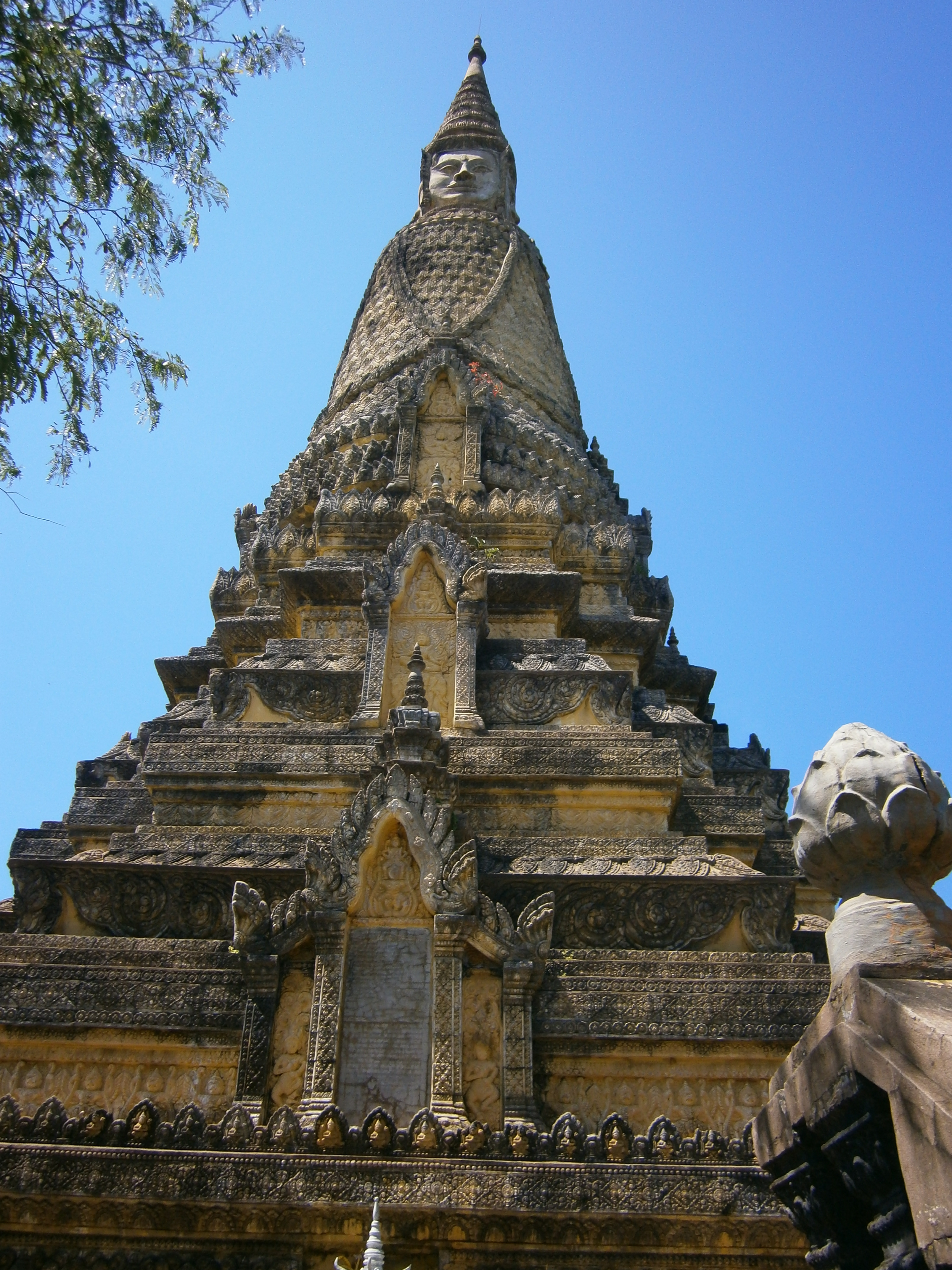
Prince Sisowath Monipong’s ashes are resting in the same stupa as those of his father Sisowath Monivong in Oudong.

После отречения Сианука в 1955 году Монипонг был назначен главой камбоджийской дипмисии в Париже, где скоропостижно скончался от сердечного приступа 31 августа 1956 года. Согласно древней традиции кхмерских монархов, его похороны прошли только спустя несколько лет. His ashes were deposited by his eldest son, Prince Sisowath Samyl Monipong в ступе короля Монивонга, расположенной на священном холме Phnom Preah Reach Troap в Удонге.

## Личная жизнь
За всю свою жизнь у принца Монипонга было пять жен, от которых он имел тринадцать детей:
- Neak Монеанг Андреэ Ламбер
  - принц Сисоват Самыль Монипонг (род. 11 апреля 1941 года)
- Neak Moneang Phit Sopheak Samosan Chhomya :
  - принцесса Сисоват Pongsirya (23 February 1942—1975)
  - принц Сисоват Монисисоват (20 January 1943—1975)
  - принцесса Сисоват Монирингсы (6 February 1944)
- Mam Duong Monirak Ous :
  - принцесса Сисоват Лиза (20 November 1942—1975)
- Neak Moneang Son Sunneary :
  - принцесса Сисоват Sovethvong (17 September 1945—1994)
  - принцесса Сисоват Pongneary (29 May 1947)
  - принцесса Сисоват Monisophea (1 June 1949—1975)
  - принцесса Сисоват Дуонгдаравонг (10 August 1950—1974)
- Neak Moneang Чансорей :
  - принц Сисоват Reymoni (23 June 1952—1975)
  - принцесса Сисоват Сивиман (8 May 1953—1975)
  - принцесса Сисоват Phuong Nara Sylvia (9 November 1954)
  - принцесса Сисоват Поннират (25 September 1956—1975)